# Vertrag von Karlstad

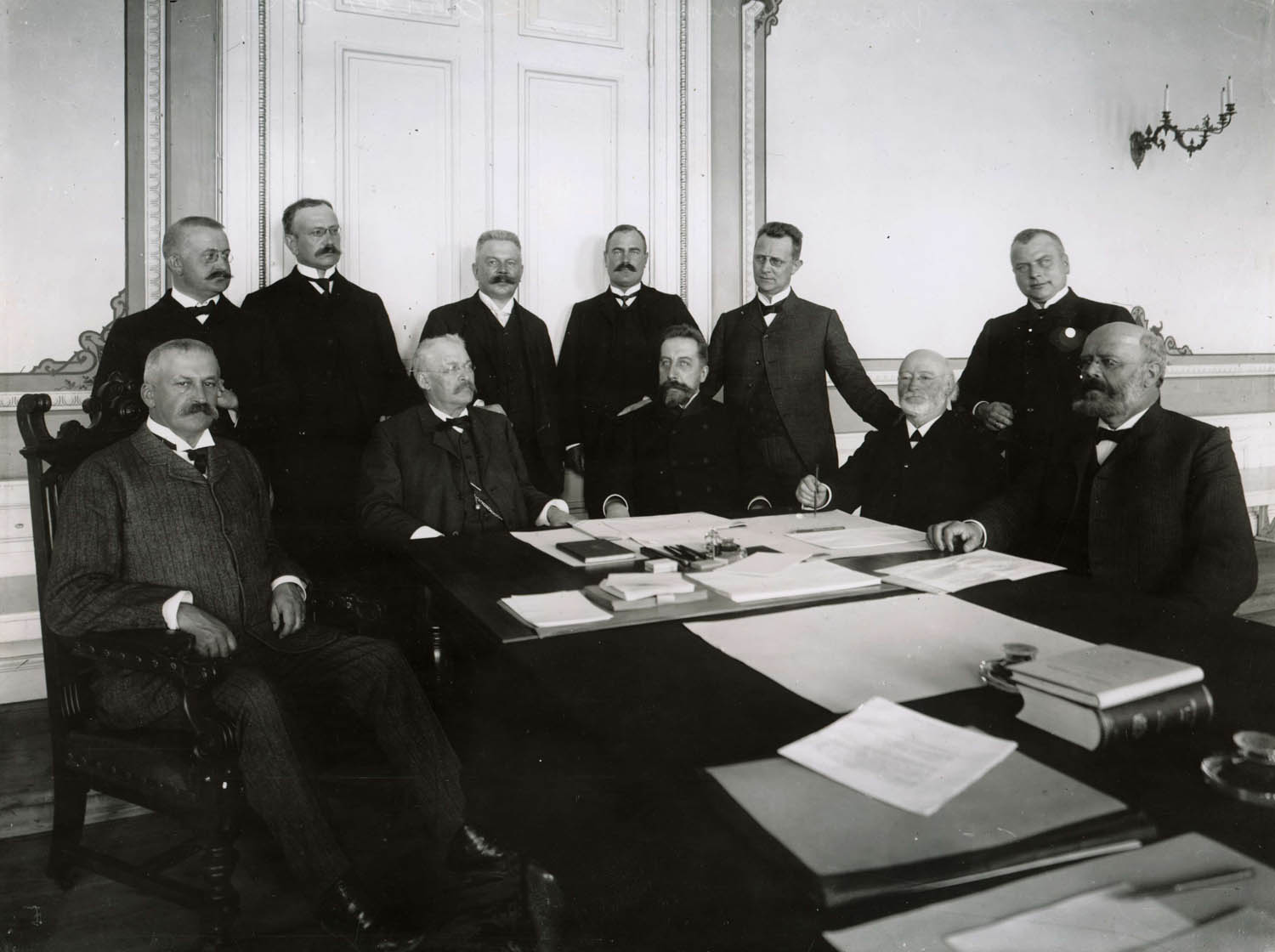
Die schwedisch-norwegische Verhandlungskommission

Vertrag von Karlstad (norwegisch Karlstadkonvensjonen, schwedisch Karlstadkonventionen) nennt sich die Vereinbarung, die am 23. September 1905 in der schwedischen Stadt Karlstad über die Auflösung der Union zwischen Schweden und Norwegen unterzeichnet wurde.

## Geschichtlicher Hintergrund
Ende des 19. Jahrhunderts wurde die 1814 entstandene Personalunion zwischen Schweden und Norwegen zunehmend zu einem Streitpunkt. Norwegen wollte seine Selbständigkeit durch eigene Konsulate im Ausland sichtbar machen. Ein entsprechendes Gesetz nahm das norwegische Parlament, das Storting, im Mai 1905 einstimmig an. Dagegen legte der schwedische König Oskar II. sein Veto ein. Daraufhin trat die norwegische Regierung unter Ministerpräsident Christian Michelsen zurück. Der Rücktritt wurde aber durch Oskar II. nicht angenommen. Oskar II. konnte keine neuen Mitglieder für eine norwegische Regierung finden. Das Storting nahm das zum Anlass zu erklären, dass der schwedische König seinen Pflichten als norwegisches Staatsoberhaupt nicht nachkomme. Daraufhin wurde am 7. Juni 1905 im Storting die Resolution über die Auflösung der Union und über die Verlängerung der Vollmachten für die Regierung Michelsen einstimmig verabschiedet. Das Storting schlug vor, dass ein schwedischer Prinz den norwegischen Thron besteigen sollte. Der schwedische König lehnte die einseitigen Maßnahmen Norwegens ab. Der schwedische Reichstag forderte dagegen, dass zum Beschluss des Stortings eine Volksabstimmung in Norwegen durchgeführt und die Bedingungen für die Auflösung der Union durch gesonderte schwedisch-norwegische Verhandlungen geklärt werden sollten. Dieser Vorschlag wurde durch die norwegische Regierung angenommen. In der Volksabstimmung am 13. August 1905 stimmten 368.392 Norweger für und nur 184 gegen die Auflösung der Union.

## Verlauf der Vertragsverhandlungen

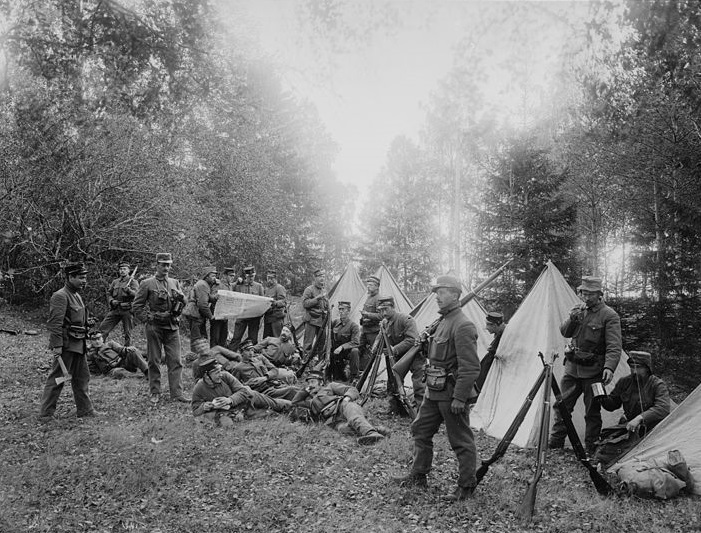
Die norwegische Grenzwacht 1905 an der Grenze zu Schweden

Karlstad wurde als Verhandlungsort vereinbart, weil die Stadt auf halbem Weg zwischen Oslo und Stockholm lag. Die Verhandlungen begannen am 31. August 1905 in einer angespannten Atmosphäre. Hauptstreitpunkt war die schwedische Forderung nach Abriss aller norwegischen Grenzbefestigungen, obwohl ihr militärischer Wert damals bereits als gering eingeschätzt wurde. Schweden versuchte in dieser Frage die Unterstützung anderer europäischer Großmächte zu erlangen. Vor allem das Vereinigte Königreich von Großbritannien und Irland und das Deutsche Reich lehnten eine Einmischung in den Konflikt ab. In Norwegen war stark die Meinung vertreten, die Grenzbefestigungen zu erhalten. Diese Gruppe hatte aber keinen entscheidenden Einfluss im Storting. Die verantwortlichen Politiker waren an einer friedlichen Lösung interessiert und wollten keinen Krieg riskieren. Da die schwedische Seite unverändert auf ihrer Forderung bestand, wurden die Verhandlungen am 13. September unterbrochen. Die norwegische Regierung ordnete daraufhin eine Teilmobilisierung ihrer Grenzwacht an, die die schwedische Regierung ebenfalls mit einer Teilmobilisierung beantwortete. Zur Entschärfung der Situation gab Norwegen letztendlich dem schwedischen Druck nach und stimmte der Beseitigung der neueren, erst vor kurzem errichteten Grenzbefestigungen zu.

## Folgen des Vertrages
Der am 23. September 1905 durch Vermittlung der europäischen Großmächte unterzeichnete Vertrag über die friedliche Auflösung der Union beinhaltete die volle Anerkennung Norwegens als unabhängiger Staat und die Abdankung des schwedischen Königs vom norwegischen Thron. Am 9. Oktober stimmte das Storting und am 13. Oktober der schwedische Reichstag dem Vertrag zu. Die Auflösung der Union erfolgte offiziell am 26. Oktober 1905. Norwegen bot dem Prinzen Carl von Dänemark den norwegischen Thron an. Da in Norwegen hitzige Diskussionen über die zukünftige Regierungsform stattfanden, forderte Carl für eine Monarchie die Zustimmung des norwegischen Volkes. Bei der Volksabstimmung im November 1905 sprachen sich 259.563 Norweger für und 69.264 gegen die Monarchie aus. Am 18. November 1905 wählte das Storting Carl zum König von Norwegen, der den Namen Håkon VII. annahm.
Norwegen gehörte auch nach 1905 gemeinsam mit Schweden der Skandinavischen Währungsunion an, die erst 1924 de facto beendet war.